# Eosphaerophoria symmetrica
Eosphaerophoria symmetrica är en tvåvingeart som beskrevs av Ximo Mengual 2010. Eosphaerophoria symmetrica ingår i släktet Eosphaerophoria och familjen blomflugor.
Artens utbredningsområde är Vietnam. Inga underarter finns listade i Catalogue of Life.